# 国立屏東大学
国立屏東大学（こくりつへいとうだいがく、英語: National Pingtung University、公用語表記: 國立屏東大學）は、台湾省屏東県屏東市民生路4之18番に本部を置く中華民国の国立大学。1940年創立、2014年大学設置。大学の略称は屏大、NPTU。

## 概観

### 大学全体
前身は「国立屏東教育大学」と「国立屏東商業技術学院」である。2014年に大学に昇格し、現在の校名となった。現在では7学部、32学科、30大学院研究科修士課程、1大学院研究科博士課程、12研究センターを擁する総合大学となっている。

## 歴史

### 国立屏東教育大学の沿革

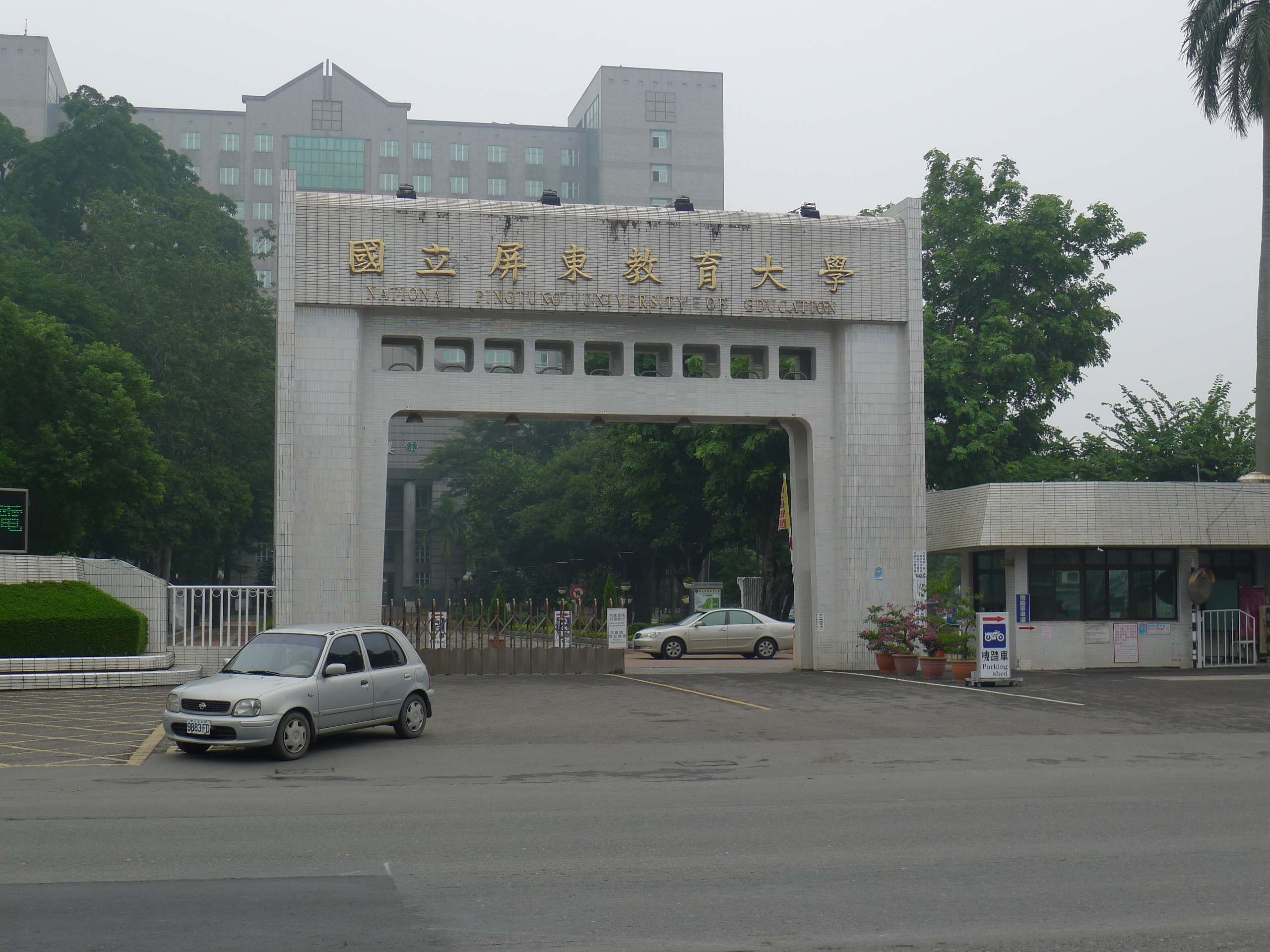
国立屏東教育大学

1940年4月に設立された「台湾総督府屏東師範学校」として開校。1943年に「台湾総督府台南師範学校予科」と改称。1946年10月1日に「台湾省立屏東師範学校」と改称。1965年8月に「台湾省立屏東師範専科学校」と改称。1987年7月1日に「台湾省立屏東師範学院」と改称。1991年7月に「国立屏東師範学院」と改称。2005年8月1日に「国立屏東教育大学」と改称。2014年8月1日に「国立屏東商業技術学院」と合併して新たに「国立屏東大学」が開校。

### 国立屏東商業技術学院の沿革

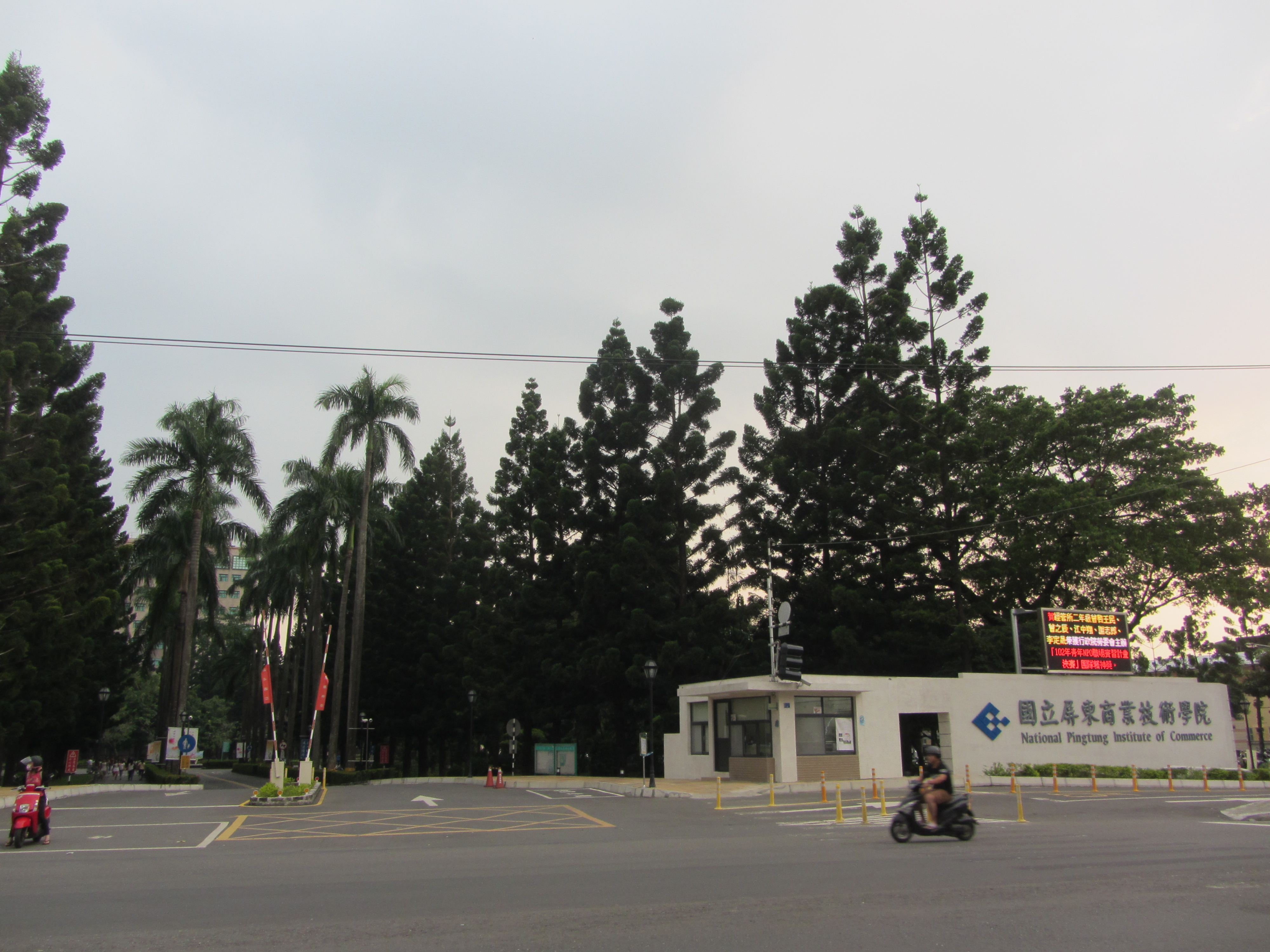
国立屏東商業技術学院

1991年7月1日に「国立屏東商業専科学校」として開校。1998年7月1日に「国立屏東商業技術学院」と改称。2014年8月1日に「国立屏東商業技術学院」と合併して新たに「国立屏東大学」が開校。2014年8月1日に「国立屏東教育大学」と合併して新たに「国立屏東大学」が開校。
2014年8月1日に「国立屏東教育大学」と「国立屏東商業技術学院」を合併して新たに「国立屏東大学」が開校。

## 基礎データ

### 所在地
- 民生キャンパス
- 屏師キャンパス
- 屏商キャンパス
- 車城キャンパス

## 組織
| 管理学部 College of Management | ■ 商業自動化及び管理学科（学士課程、修士課程）         | ■ マーケティング及び流通管理学科（学士課程、修士課程）   |
| 管理学部 College of Management | ■ レジャー事業経営学科（学士課程、修士課程）           | ■ 不動産経営学科（学士課程、修士課程、修士在職專門課程） |
| 管理学部 College of Management | ■ 企業管理学科（学士課程、修士課程、修士在職專門課程） | ■ 国際貿易学科（学士課程、修士課程）                     |
| 管理学部 College of Management | ■ 財務金融学科（学士課程、修士課程）                   | ■ 会計学科（学士課程）                                   |

| 情報学部 College of Computer Science | ■ コンピューター及び情報学系（学士課程） | ■ 情報工程学系（学士課程、修士課程）     |
| 情報学部 College of Computer Science | ■ 情報科学系（学士課程、修士課程）       | ■ 情報管理学系（学士課程、修士課程）     |
| 情報学部 College of Computer Science | ■ 人工知能ロボット学系（学士課程）       | ■ 国際情報サイエンス及び応用修士学位学程 |

| 教育学部 College of Education | ■ 教育行政大学院研究科（学士課程、修士課程、博士課程） | ■ 教育心理及び生徒指導学科（学士課程、修士課程） |
| 教育学部 College of Education | ■ 教育学科（学士課程、修士課程）                       | ■ 幼児教育学科（学士課程、修士課程）             |
| 教育学部 College of Education | ■ 特別支援教育学科（学士課程、修士課程）               | ■ 文教事業経営修士在職学位学程                   |

| 人文社会学部 College of Liberal Arts and Social Sciences | ■ 視覚芸術学科（学士課程、修士課程）     | ■ 音楽学科（学士課程、修士課程）         |
| 人文社会学部 College of Liberal Arts and Social Sciences | ■ 文化創造産業学科（学士課程、修士課程） | ■ 社会発展学科（学士課程、修士課程）     |
| 人文社会学部 College of Liberal Arts and Social Sciences | ■ 中国語文学科（学士課程、修士課程）     | ■ 応用日本語学科（学士課程）             |
| 人文社会学部 College of Liberal Arts and Social Sciences | ■ 応用英語学科（学士課程）               | ■ 英語学科（学士課程、修士課程）         |
| 人文社会学部 College of Liberal Arts and Social Sciences | ■ 文化発展学士学位学程原住民專門課程     | ■ 文化事業発展修士学位学程原住民專門課程 |
| 人文社会学部 College of Liberal Arts and Social Sciences | ■ 客家文化產業修士学位学程               |                                          |

| 理学部 College of Science | ■ サイエンスコミュニケーション学科（学士課程、サイエンスコミュニケーション及び教育修士課程） | ■ 応用化学科（学士課程、修士課程）             |
| 理学部 College of Science | ■ 応用数学科（学士課程、修士課程）                                                           | ■ 応用物理科（学士課程、光電及び材料修士課程） |
| 理学部 College of Science | ■ 体育学科（学士課程、修士課程）                                                             | ■ 理学部応用サイエンス国際修士課程             |
| 理学部 College of Science | ■ 理学部応用サイエンス国際博士課程                                                           |                                                |

| 国際及び創新学部 Innovative and International College | ■ STEM教育国際修士学位学程 |  |

| 大武山学部 Mt. Dawu College | ■ 博雅教育センター   | ■ 共同教育センター                   |
| 大武山学部 Mt. Dawu College | ■ 跨領域学程センター | ■ 大武山社会実踐及び永續発展センター |

## 研究センター
- 教育学部
  - 特別支援教育センター
  - コミュニティカウンセリングセンター
- 人文社会学部
  - 客家研究センター
  - 原住民族教育研究センター
  - 言語センター

## 附属学校
- 国立屏東大学附設実験国民小学

## 教員

### 歴代校長・学長

#### 両校時代歴代校長・学長
| 校名                     | 代               | 氏名             | 任期                  | 校名                 | 代                   | 氏名                 | 任期                 |
| ------------------------ | ---------------- | ---------------- | --------------------- | -------------------- | -------------------- | -------------------- | -------------------- |
| 国立屏東教育大学         | 国立屏東教育大学 | 国立屏東教育大学 | 国立屏東教育大学      | 国立屏東商業技術学院 | 国立屏東商業技術学院 | 国立屏東商業技術学院 | 国立屏東商業技術学院 |
| 台湾総督府屏東師範学校   | 初代             | 坂上一郎         | 1940年－1943年        | まだ開校するないです | まだ開校するないです | まだ開校するないです | まだ開校するないです |
| 台湾省立屏東師範学校     | 初代             | 張效良           | 1946年10月－1965年7月 | まだ開校するないです | まだ開校するないです | まだ開校するないです | まだ開校するないです |
| 台湾省立屏東師範専科学校 | 初代             | 張效良           | 1965年8月－1972年     | まだ開校するないです | まだ開校するないです | まだ開校するないです | まだ開校するないです |
| 台湾省立屏東師範専科学校 | 第2代            | 陳漢強           | 1972年－1981年        | まだ開校するないです | まだ開校するないです | まだ開校するないです | まだ開校するないです |
| 台湾省立屏東師範専科学校 | 第3代            | 段茂廷           | 1981年－1987年        | まだ開校するないです | まだ開校するないです | まだ開校するないです | まだ開校するないです |
| 台湾省立屏東師範学院     | 第4代            | 王家通           | 1987年7月－1990年7月  | まだ開校するないです | まだ開校するないです | まだ開校するないです | まだ開校するないです |
| 台湾省立屏東師範学院     | 第5代            | 何福田           | 1990年8月－1991年6月  | まだ開校するないです | まだ開校するないです | まだ開校するないです | まだ開校するないです |
| 国立屏東師範学院         | 第5代            | 何福田           | 1991年7月－1999年8月  | 国立屏東商業専科学校 | 初代                 | 杜炯烽               | 1991年7月－1998年6月 |
| 国立屏東師範学院         | 第6代            | 林顯輝           | 1999年9月－2005年1月  | 国立屏東商業技術学院 | 初代                 | 杜炯烽               | 1998年7月－2005年8月 |
| 国立屏東師範学院         | 代理             | 劉慶中           | 2005年2月－2006年7月  | 国立屏東商業技術学院 | 代理                 | 楊文霖               | 2005年9月－2006年8月 |
| 国立屏東教育大学         | 第7代            | 劉慶中           | 2006年8月－2013年7月  | 国立屏東商業技術学院 | 代理                 | 李春長               | 2006年8月－2007年1月 |
| 国立屏東教育大学         | 第7代            | 劉慶中           | 2006年8月－2013年7月  | 国立屏東商業技術学院 | 第2代                | 顏火龍               | 2007年2月－2009年7月 |
| 国立屏東教育大学         | 第7代            | 劉慶中           | 2006年8月－2013年7月  | 国立屏東商業技術学院 | 代理                 | 王隆仁               | 2009年8月－2011年7月 |
| 国立屏東教育大学         | 第8代            | 李賢哲           | 2013年8月－2014年7月  | 国立屏東商業技術学院 | 第3代                | 林俊昇               | 2011年8月－2014年7月 |

#### 屏東大学歴代学長
| 代   | 氏名   | 任期        |
| ---- | ------ | ----------- |
| 初代 | 古源光 | 2014年8月 - |